# Kiss×sisのディスコグラフィ
kiss×sisのディスコグラフィ（キスシスのディスコグラフィ）では、スターチャイルドから発売された、テレビアニメ『kiss×sis』の関連CDについて記述する。

## キャラクターソング

### ふたりの♥ハニーボーイ
あこりこの1枚目のシングル。2010年4月21日に発売された。歌っているのは、本作でヒロインを努める住之江あこ、住之江りこを演じる竹達彩奈と巽悠衣子の2人の声優による。OAD『kiss×sis』の主題歌が収録されている。
CDジャケットには、住之江あこと住之江りこが描かれている。初回製造分には、イベント参加券が封入されていて、『バランスKISS』に封入されている参加券と合わせて参加権利が獲得できる。なおCDジャーナルは、「メリハリのあるアレンジが加わったインストヴァージョンは格好いいアレンジになっている。」と批評した。
収録曲
全作詞・作曲・編曲：高橋菜々
1. ふたりの♥ハニーボーイ [4:00]
  - 歌：あこりこ（竹達彩奈&巽悠衣子）
  - OAD『kiss×sis』オープニングテーマ

2. 星空物語 [4:21]
  - 歌：高橋菜々
  - OAD『kiss×sis』エンディングテーマ

3. ふたりの♥ハニーボーイ（off vocal ver.）
4. 星空物語（off vocal ver.）

### バランスKISS
あこりこの2枚目のシングル。2010年4月21日に発売された。ふたりの♥ハニーボーイと同時発売。
表題曲「バランスKISS」は、テレビアニメ『kiss×sis』の主題歌になっている。ディスクジャケットには、住之江あこと住之江りこが描かれている。初回製造分にはイベント参加券が封入されており、『ふたりの♥ハニーボーイ』に封入されている参加券と合わせて参加権利が獲得できる。
収録曲
1. バランスKISS [3:45]
  - 作詞・作曲・編曲：橋本由香利
  - テレビアニメ『kiss×sis』オープニングテーマ

2. 君にLOVEだもん [3:40]
  - 作詞：うらん、作曲・編曲：大川茂伸

3. バランスKISS（off vocal ver.）
4. 君にLOVEだもん（off vocal ver.）

収録アルバム
| 曲名         | アルバム           | 発売日        | 備考               |
| ------------ | ------------------ | ------------- | ------------------ |
| バランスKISS | 『エンドレスkiss』 | 2010年6月23日 | オリジナルアルバム |

## キャラクターソングミニアルバム

### あなたにkiss
あこりこのキャラクターソングミニアルバム。 2010年5月26日に発売された。テレビアニメ『kiss×sis』に登場する住之江あこと住之江りこのキャラクターソングが収録されており、両者を演じる竹達彩奈と巽悠衣子が歌っている。ディスクジャケットには、住之江あこと住之江りこがプリントされている。
ちなみにCDジャーナルは、「アルバム全体はキラキラしたポップサウンドが集まった曲ばかりであるが、曲ごとに歌声が表情を変えている。」と批評した。
収録曲
1. 四六時中 I want you [3:26]
  - 作詞：森由里子、作曲：高橋菜々、編曲：YUPA

2. ふたりdeふわり [3:52]
  - 作詞：森由里子、作曲・編曲：牧野信博

3. 夏の匂いがしていた [4:14]
  - 作詞・作曲：植木瑞基、編曲：YUPA

4. Happy day, Happy time [3:50]
  - 作詞・作曲・編曲：橋本由香利

5. 虹色Diary [3:56]
  - 作詞・作曲・編曲：高橋菜々

## キャラクターソングアルバム

### エンドレスkiss
テレビアニメ『kiss×sis』のキャラクターソングアルバム。2010年6月23日にスターチャイルドから発売された。キャラクターソングとサウンドトラックが収録されており、DISC-1にはキャラクターソング、DISC-2にはサウンドトラックとオープニングテーマとエンディングテーマのテレビサイズバージョンが収録されている。
ディスクジャケットには、住之江圭太、住之江あこ、住之江りこが描かれている。 BGMは、植木瑞基が手掛けている。
収録曲
DISC-1
1. 恋する♡HONEY BEAT [3:35]
  - 歌：住之江あこ（竹達彩奈）、作詞：うらん、作曲・編曲：河合英嗣

2. ス・イ・ナ・ン Destiny [4:01]
  - 歌：三国美春（永田依子）、作詞：こだまさおり、作曲：渡邉美佳、編曲：菊谷知樹

3. 急接近アプローチ♡ [3:24]
  - 歌：桐生三日月（大亀あすか）、作詞：こだまさおり、作曲・編曲：山口朗彦

4. STOP! プラチナスキャンダル [4:16]
  - 歌：桐生夕月（今井麻美）、作詞：こだまさおり、作曲：渡邉美佳、編曲：菊谷知樹

5. 大胆LOVE [3:37]
  - 歌：住之江りこ（巽悠衣子）、作詞：うらん、作曲・編曲：山口朗彦

DISC-2
1. バランスKISS TV Size Ver. [1:32]
  - 歌：あこりこ（竹達彩奈&巽悠衣子）、作詞・作曲・編曲：橋本由香利
  - テレビアニメ『kiss×sis』オープニングテーマ

2. 純粋 kiss [1:50]
3. とどのつまりはいつもの朝 [1:34]
4. 脱いだばかりの、、、。 [1:40]
5. 双子の思いつっきーがっ♪ [1:55]
6. フィフティフィフティからの〜 [2:00]
7. 教えてあこ先生! [1:37]
8. 姉弟の営み、ソコに興味がある!! [1:37]
9. 偏差値上昇中★ [1:47]
10. ウテウテな父 [1:52]
11. 圭太想いな姉達 [1:52]
12. アイキャッチA [0:06]
13. 後輩、チラモロ三日月!! [1:44]
14. 女教師、夕月のヒ・ミ・ツ。。。 [1:39]
15. 仲良く、ねっ [1:50]
16. ホンネとは裏腹に… [1:49]
17. 羨望してハぁハぁ「ちょっ、待っ!」 [1:36]
18. あぁ、憧れってヤツは [1:44]
19. ガマン限界っメガネッ娘 三国 [1:51]
20. けけ、けだものーーぉ [1:34]
21. ○○。○降って地固まる [1:41]
22. ファイトうっひょー [1:45]
23. アイキャッチB [0:07]
24. いざ行かん!秋葉ッ!! [1:37]
25. 「何ゲー?」「…エロゲー」 [1:41]
26. どうしましょうったらカネツグさまァ [1:47]
27. お戯れ真っ最中 [1:36]
28. アブノーマルがノーマル?? [1:42]
29. りこ反撃開始?! [1:49]
30. 禁断の恥々々 [1:45]
31. 「どっち?」「どっちも!!」 [1:36]
32. りこのヤリ方 [1:39]
33. いつもの「おかえりなさい」 [1:46]
34. やっぱりkiss×sis [1:40]
35. 次回予告 [0:22]
36. Our Steady Boy TV Size Ver. [1:31]
  - 歌：ゆいかおり（小倉唯&石原夏織）、作詞：大森祥子、作曲・編曲：植木瑞基 in 俊龍
  - テレビアニメ『kiss×sis』エンディングテーマ

## ドラマCD
スターチャイルドから2010年4月21日から6月23日まで販売された。なお発売元はVol.1が フロンティアワークス、Vol.2がキングレコードとそれぞれ異なっている。2巻とも、ボーナストラックとして出演キャストによるテーマトークが収録されている。